# راینهولد برو
راینهولد برو (انگلیسی: Reinhold Breu؛ زادهٔ ۱۲ سپتامبر ۱۹۷۰) بازیکن فوتبال اهل آلمان است.
از باشگاه‌هایی که در آن بازی کرده‌است می‌توان به باشگاه فوتبال کلن، باشگاه فوتبال آستریا وین، باشگاه فوتبال فرست وینا، و باشگاه فوتبال مونیخ ۱۸۶۰ اشاره کرد.